# Gracula
Genre
Le genre Gracula inclut les deux espèces de mainates, des oiseaux passériformes de la famille des sturnidés, c'est-à-dire proches des étourneaux. Ces oiseaux noirs ont la faculté d'imiter la voix humaine, comme le font les perroquets.

## Dénomination
Ce terme est probablement un emprunt à l'indo-portugais mainato, nom d'un oiseau chanteur vivant près d'un point d'eau, issu probablement d'une métaphore puisque ce terme désigne un homme dont le métier consiste à laver le linge des autres. Il est attesté en français depuis au moins 1775, date de parution de l'œuvre de Georges-Louis Leclerc de Buffon.
Le terme mainate désigne officiellement, en se basant sur la liste de la CINFO, seulement les deux espèces de ce genre, à savoir le Mainate de Ceylan et le Mainate religieux. Cependant ce terme est souvent appliqué à une multitude de Sturnidae de couleur noire, d'origine d'Asie du Sud-est ou d'Amérique.
D'autres espèces peuvent être appelées mainates, par exemple :
| Nom scientifique                        | nom CINFO                         | Nom vernaculaire          |
| --------------------------------------- | --------------------------------- | ------------------------- |
| Leucopsar rothschildi                   | Étourneau de Rothschild           | Mainate de Bali           |
| Les espèces du genre Acridotheres       | comme le Martin triste            | ou mainate triste         |
| Plusieurs espèces du genre Mino         | comme le Mino de Dumont           | Mainate à face jaune      |
| Plusieurs espèces du genre Basilornis   | comme le Basilorne de Céram       | Mainate des Moluques      |
| Plusieurs espèces du genre Streptocitta | comme le Streptocitte à cou blanc | Mainate à gorge blanche   |
| Enodes erythrophris                     | Énode à sourcils rouges           | Mainate à sourcils rouges |
| Scissirostrum dubium                    | Scissirostre des Célèbes          | Mainate dubitatif         |
| Plusieurs espèces de Quiscalus          | comme le Quiscale des marais      | ou mainate des marais     |
| Plusieurs espèces de Euphagus           | comme le Quiscale rouilleux       | ou mainate rouilleux      |

## Description
Leur plumage est généralement noir brillant ; ces oiseaux mesurent habituellement une vingtaine de centimètres. 
Ils peuvent vivre de 15 à 30 ans. Leur bec est jaune.
Ils sont considérés comme étant parmi les meilleurs « oiseaux parleurs » de par leur capacité exceptionnelle à reproduire des sons, comme peuvent aussi le faire certains perroquets.

## Élevage en captivité
S'ils sont élevés en captivité, il est nécessaire de les mettre dans une grande cage. Leur alimentation peut alors se composer d'une pâtée spéciale pour mainates et de granulés. Ils aiment également les fruits (poires, pommes, figues…). 
Il est nécessaire de couper régulièrement leurs ongles et de leur donner de quoi se baigner tous les jours. Le mainate adore les bains de soleil et craint le froid et les courants d'air.
Le mainate imite, souvent mieux que les perroquets, les sons et même la voix humaine, à condition bien sûr qu'on l'ait eu tout jeune. Il faut bien réfléchir avant de prendre un mainate chez soi car cet animal est très sale. Quand il mange il secoue la tête et projette des aliments tout autour de la cage. La cage doit être nettoyée pratiquement tous les jours car le mainate produit des excréments liquides et abondants.

## Systématique

Diversité des faciès.

D'après la classification de référence (version 5.2, 2015) du Congrès ornithologique international (ordre phylogénique) :
- Gracula ptilogenys Blyth, 1846 – Mainate de Ceylan
- Gracula religiosa Linnaeus, 1758 – Mainate religieux
  - sous-espèce Gracula religiosa peninsularis Whistler & Kinnear, 1933
  - sous-espèce Gracula religiosa intermedia Hay, 1845
  - sous-espèce Gracula religiosa andamanensis (Beavan, 1867)
  - sous-espèce Gracula religiosa religiosa Linnaeus, 1758
  - sous-espèce Gracula religiosa batuensis Finsch, 1899
  - sous-espèce Gracula religiosa palawanensis (Sharpe, 1890)
  - sous-espèce Gracula religiosa venerata Bonaparte, 1850
- Gracula venerata Bonaparte, 1850 – Mainate de Sumbawa
- Gracula indica (Cuvier, 1829) – Mainate indien
- Gracula robusta Salvadori, 1887 – Mainate de Nias
- Gracula enganensis Salvadori, 1892 – Mainate d'Enggano

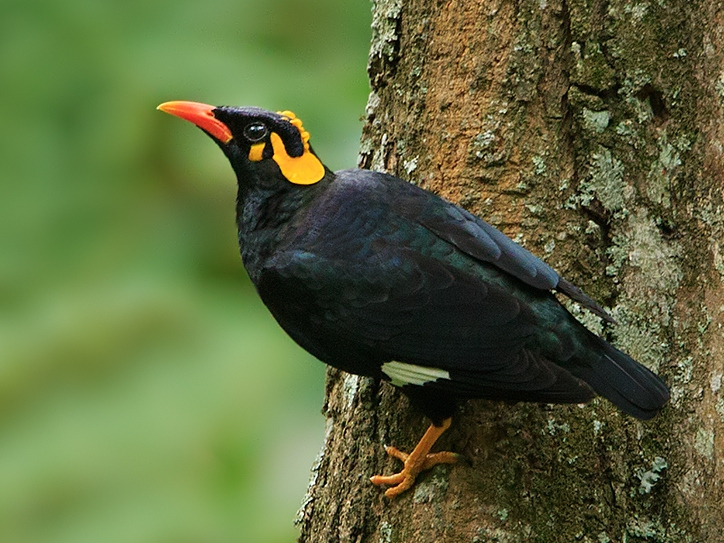
Gracula indica
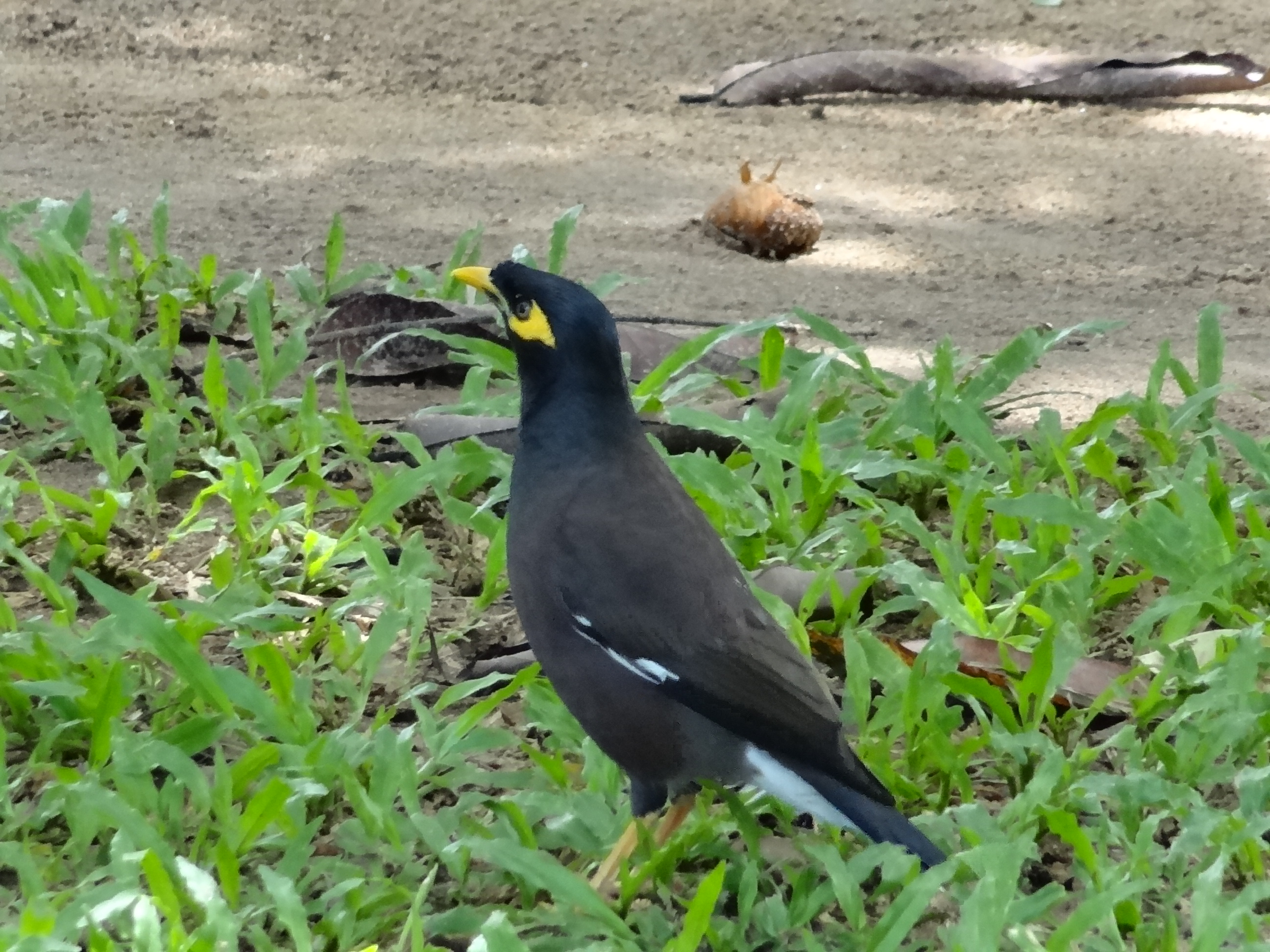
Gracula ptilogenys
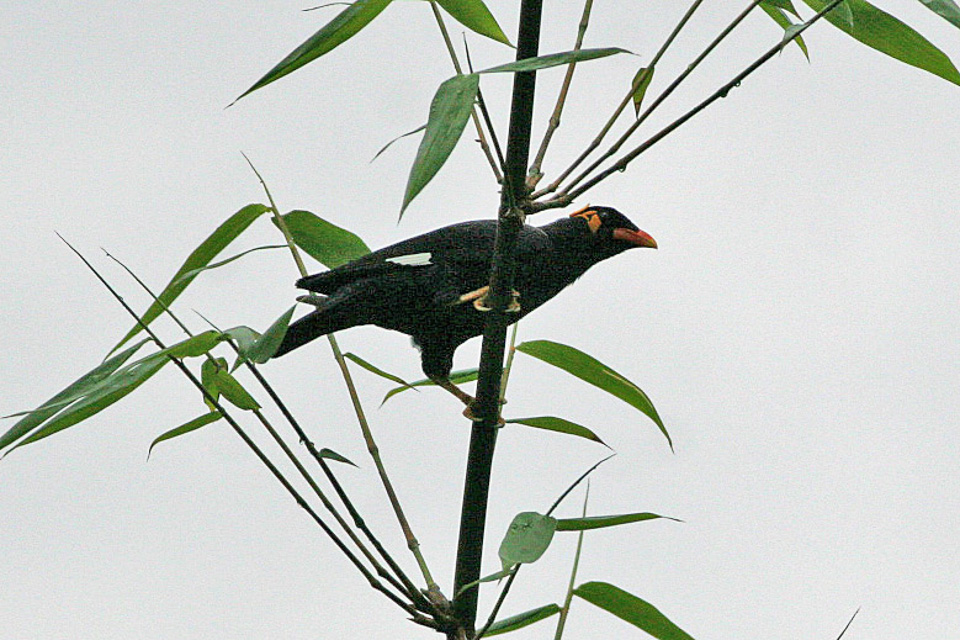
Gracula religiosa
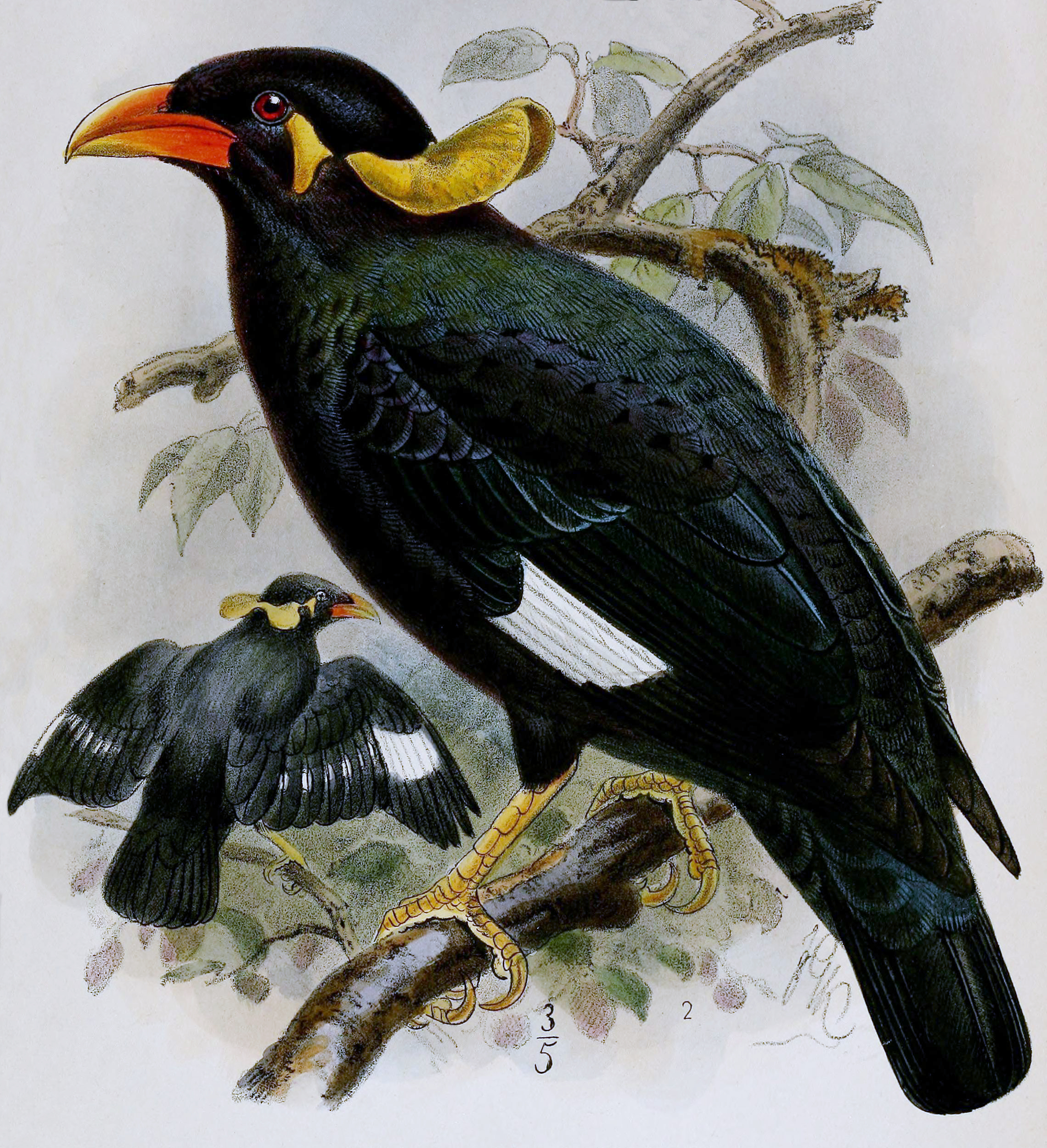
Gracula robusta

## Répartition

répartition des espèces.

Les oiseaux du genre Gracula sont originaires du Sud-Est asiatique.

## Évocation artistique
Le don d'"oiseau parleur" qui imite la voix humaine du Mainate sert de base au scénario du court-métrage "Noces" (3 minutes) réalisé par le thaïlandais Banjong Pisanthanakun, court-métrage du film à sketches The ABC's of Death.
Le compositeur Olivier Messiaen s'est inspiré de son chant dans l'une des pièces de ses oiseaux exotiques, écrites entre 1955 et 1956.